# 리투야만
리투야만(Lituya Bay, /lɪˈtjuːjə/, 틀링깃어: Ltu.aa, "갑 안의 호수"라는 뜻)은 미국 알래스카주 동남부 해안에 있는 피오르이다. 가장 넓은 지점의 길이는 14.5 km, 폭은 3.2 km이다. 이 만은 1786년 장프랑수아 드 갈롭 드 라페루즈 백작이 처음으로 발견했으며 "포르트데프랑수아"(Port des Français)라고 명명했다. 장프랑수아의 부하 21명이 이 만 안에서 사망했다.

## 설명

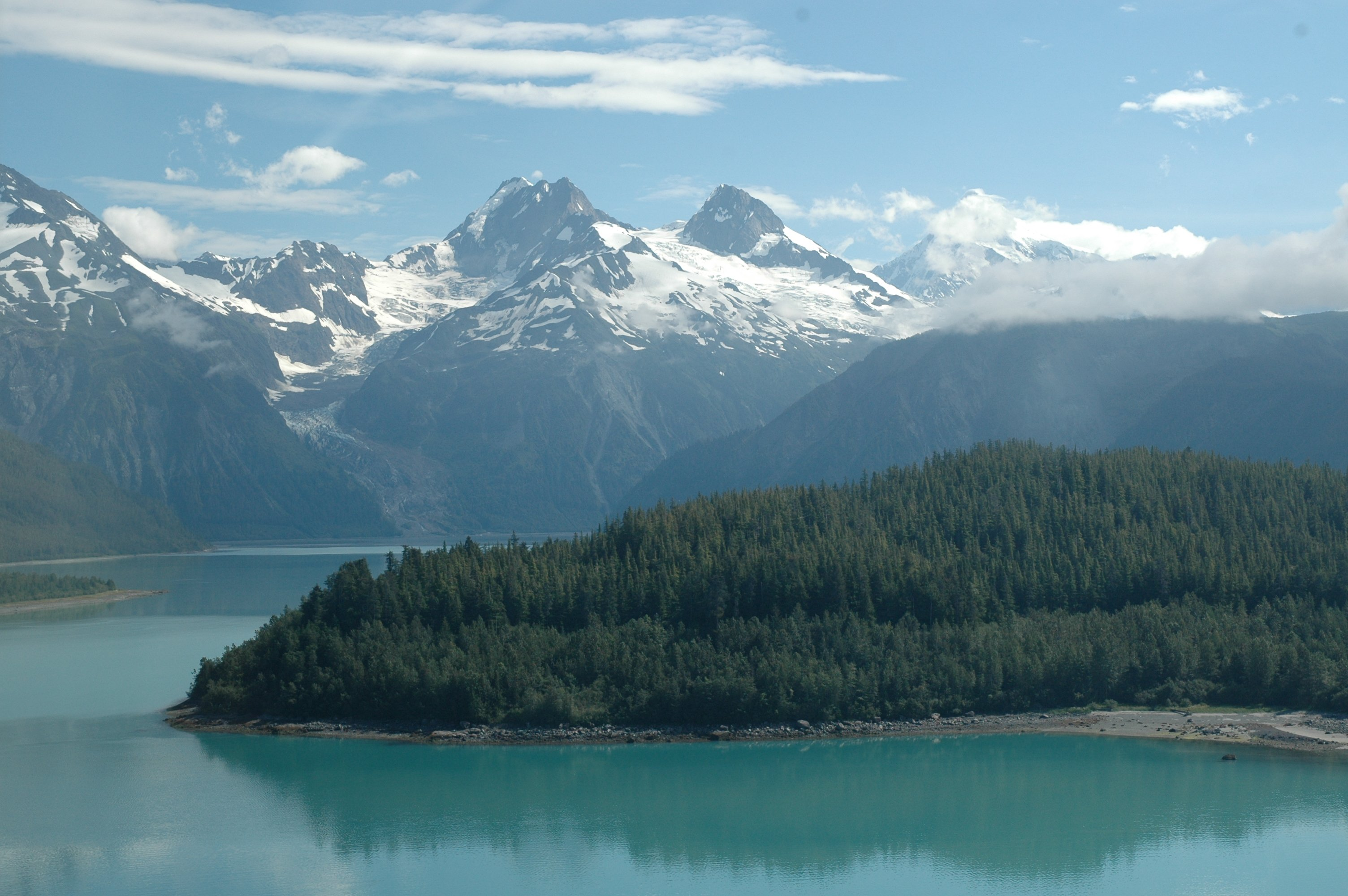
리투야만 안에 있는 세노테프섬의 모습.

리투야만에는 작은 크기의 캐스캐이드와 크릴턴 빙하, 그보다 더 큰 리투야 빙하가 모두 흘러들어오며 이들을 합쳐 글레이셔만 국립공원 한가운데에 있다. 만의 한가운데에는 세노테프섬이 있다. 만의 입구는 폭이 약 500 m로 항해가 간신히 가능한 매우 좁은 수로이다.
리투야만은 약 3 m 높이의 큰 조수로 유명하다. 만 입구의 조류는 9.4 km/h에 이른다. 특히 입구에 조수가 흐를 경우 항해에 큰 위험이 있지만 만 안쪽은 외해의 파도로부터 선박을 잘 보호해준다.
리투야만은 1854년, 1899년, 1936년, 1958년 총 4차례 큰 쓰나미가 기록되었다.

## 1958년 지진해일
1958년 7월 10일 오전 10시 15분, 리투야 만 연안 페어웨드 단층에서 모멘트 규모 Mw 7.8~8.3의 지진이 발생했고, 이로 인해 리투야만의 피오르 해안에 산사태가 발생해 물을 덮쳐 높이 525 m의 큰 해일이 발생하기도 했다. 쓰나미가 발생한 날 입구 근처에 어선 3척이 정박해 있었는데 이 쓰나미로 정박해 있던 배에 타고 있던 총 5명이 목숨을 잃었다.

## 같이 보기
- 리투야산

## 참고 문헌
- Guinness World Records Ltd. (2005). Guinness World Records 2006: 84.
- Mega-tsunami: Wave of Destruction. Horizon. BBC Two, 12 October 2000